# Теноксикам
Теноксикам (англ. Tenoxicam, лат. Tenoxicamum) — синтетичний препарат, що належить до групи оксикамів, які є представниками нестероїдних протизапальних препаратів. Теноксикам може застосовуватися як перорально, так і парентерально (у тому числі внутрішньовенно та внутрішньом'язово), а також і ректально. Теноксикам уперше синтезований у лабораторії компанії «Roche», а вперше допущений до клінічного застосування у 2008 році як продукт дочірної компанії «Roche» — «Meda», під торговими назвами «Мобіфлекс» та «Тілкотіл».

## Фармакологічні властивості
Теноксикам — синтетичний препарат, що є представником оксикамів та належить до групи нестероїдних протизапальних препаратів. Механізм дії препарату, як і інших представників групи нестероїдних протизапальних препаратів, полягає у інгібуванні ферменту циклооксигенази, яка забезпечує перетворення арахідонової кислоти у простагландини як у вогнищі запалення, так і в інших тканинах організму. Теноксикам також має здатність гальмувати утворення кисневих радикалів, інгібувати фагоцитоз і хемотаксис лейкоцитів, а також має антиагрегантні властивості. Окрім дії у вогнищі запалення, теноксикам діє також на таламічні центри больової чутливості. Теноксикам є неселективним інгібітором циклооксигеназ, і рівнозначно діє на ізоформи циклооксигенази — ЦОГ-1 і ЦОГ-2. У теноксикаму більш вираженим є протизапальний та знеболювальний ефект, жарознижувальний ефект препарату виражений слабше. При захворюваннях суглобів теноксикам завдяки тривалому періоду напіввиведення (60—75 годин, у деяких джерелах — до 80 годин) має виражену і тривалу дію, а також добре проникає в синовіальну рідину. Теноксикам має виражений знеболювальний ефект як при пероральному, так і при парентеральному застосуванні, а також забезпечує високий знеболювальний ефект при місцевій інфільтрації тканин препаратом. Теноксикам має вищий знеболювальний та протизапальний ефект у порівнянні з диклофенаком та ібупрофеном, а також меншу кількість побічних ефектів із боку травної системи в порівнянні з першим представником групи оксикамів — піроксикамом.

### Фармакокінетика
Теноксикам добре, але відносно повільно всмоктується як при пероральному, так і при парентеральному застосуванні, біодоступність препарату складає 100%. Максимальна концентрація теноксикаму в крові досягається протягом 1—2,6 години після застосування препарату на голодний шлунок і до 6 годин після їжі. Теноксикам практично повністю (на 99%) зв'язується з білками плазми крові. Високі концентрації препарату тривалий час у тримуються в синовіальній рідині. Препарат може проникати через плацентарний бар'єр та виділяється в грудне молоко. Метаболізується препарат у печінці з утворенням неактивних метаболітів. Виводиться теноксикам переважно із сечею, частково виводиться з калом. Період напіввиведення лорноксикаму складає 60—75 годин.

## Показання до застосування
Теноксикам застосовується при ревматологічних захворюваннях (ревматоїдному артриті, анкілозуючому спондилоартриті, остеоартрозі, подагрі); а також як знеболювальний засіб для лікування невралгій, міалгій, бурситів, тендовагінітів, люмбоішіалгії, а також при травмах.

## Побічна дія
При застосуванні теноксикаму побічні ефекти спостерігаються у близько 20% випадків застосування препарату, але важкість та інтенсивність цих випадків була нижчою, ніж у інших знеболювальних та протизапальних препаратів, та найчастіше були легкими та помірної інтенсивності. Найчастіше при застосуванні теноксикаму спостерігаються побічні ефекти з боку травної системи: нудота, метеоризм, біль у животі, діарея; рідше блювання, загострення виразкової хвороби, гастрит, ерозії слизових оболонок травного тракту, шлунково-кишкові кровотечі, гемороїдальні та ректальні кровотечі. Серед інших побічних ефектів рідко спостерігаються:
- З боку шкірних покривів та алергічні реакції — свербіж шкіри, фотодерматоз, алопеція, кропив'янка, пурпура, алергічні реакції, синдром Стівенса-Джонсона, синдром Лаєлла.
- З боку нервової системи — головний біль, головокружіння, підвищена збудливість, набряк повік, безсоння або сонливість, парестезії, тремор.
- З боку сечостатевої системи — інтерстиційний нефрит, гломерулонефрит, нефротичний синдром, папілярний некроз.
- Зміни в лабораторних аналізах — рідко можуть спостерігатися тромбоцитопенія, анемія, лейкопенія, еозинофілія, підвищення рівня креатиніну та сечовини в крові, збільшення активності печінкових ферментів, гіперглікемія.

## Протипокази
Теноксикам протипоказаний при підвищеній чутливості до препарату та інших нестероїдних протизапальних препаратів, загостренні виразкової хвороби шлунку та дванадцятипалої кишки, шлунково-кишковій кровотечі, важких порушеннях функції нирок, при вагітності та годуванні грудьми. З обережністю теноксикам застосовується при порушеннях функції печінки. Застосування препарату дітям не рекомендовано.

## Форми випуску
Теноксикам випускається у вигляді таблеток і желатинових капсул по 0,02 г; ректальних суппозиторіїв по 0,02 г та у вигляді порошку для ін'єкцій у флаконах по 0,02 г.